# گرستن لند
گرستن لند (به آلمانی: Gresten-Land) یک منطقهٔ مسکونی در اتریش است که در ناحیه شایبس واقع شده‌است. گرستن لند ۵۵٫۴۸ کیلومتر مربع مساحت دارد ۵۰۰ متر بالاتر از سطح دریا واقع شده‌است.

## خواهرخوانده
شهر دیتنهوفن خواهرخواندهٔ گرستن لند هست.